# Tmesisternus septempunctatus
Tmesisternus septempunctatus là một loài bọ cánh cứng trong họ Cerambycidae.